# Pul Pehlad
Pul Pehlad is een census town in het district Zuidoost-Delhi van het Indiase unieterritorium Delhi. De plaats ligt op de grens tussen Delhi en de staat Haryana.

## Demografie
Volgens de Indiase volkstelling van 2001 wonen er 47.336 mensen in Pul Pehlad, waarvan 56% mannelijk en 44% vrouwelijk is. De plaats heeft een alfabetiseringsgraad van 63%.